# Luis Senarens
Luis Philip Senarens (1863-1939) est un écrivain américain spécialisé dans la science-fiction, surnommé « le Jules Verne américain ».

## Biographie
Luis Senarens grandit dans une famille cubano-américaine à Brooklyn.
Vers 1882, Senarens commence à écrire de nouvelles histoires dans la série d'aventures de Frank Reade commencée par Harry Enton en 1868. Senarens présente Frank Reade, Jr. comme un nouveau personnage principal. Senarens ajoute des éléments tels que l'électricité, les dirigeables et les hélicoptères qui l'ont amené à être appelé "le Jules Verne américain". Ses histoires ont beaucoup de succès et, dans les années 1890, l'éditeur Frank Tousey demande à Senarens d'écrire une série similaire mettant en vedette Jack Wright, le « Boy Inventor ». Plus tard dans la décennie, Tousey crée la bibliothèque Frank Reade, un périodique consacré aux histoires "d'invention", composée en grande partie (ou en totalité) par Senarens en utilisant le pseudonyme Noname. Mike Ashley l'appelle "le premier écrivain prolifique de science-fiction". Il finit par écrire plus de 300 romans populaires.
En 1917, Senarens devient le rédacteur en chef du périodique policier Tousey, Mystery Magazine.
Senarens écrit également sous les noms de Kit Clyde, WJ Earle, capitaine de police Howard, Noname et Ned Sparling.